# Michael Dawson (Spezialeffektkünstler)
Michael Dawson (* 15. September 1958 in London) ist ein britischer Spezialeffektkünstler.

## Leben
Dawson arbeitet seit 1978 als Spezialeffektkünstler. Zu den bekanntesten Filmen, an denen Dawson mitwirkte, zählen Jäger des verlorenen Schatzes (1981), dessen Nachfolger Indiana Jones und der Tempel des Todes (1984) und Indiana Jones und der letzte Kreuzzug (1989), Das Bourne Ultimatum (2007), Green Zone (2010) und Snow White and the Huntsman aus dem Jahr 2012. Für letzteren wurde er 2013 für einen Oscar in der Kategorie Beste visuelle Effekte nominiert.

## Filmografie (Auswahl)
- 1978: Superman
- 1979: Dracula
- 1981: Jäger des verlorenen Schatzes (Raiders of the Lost Ark)
- 1983: Die Rückkehr der Jedi-Ritter (Return of the Jedi)
- 1983: Sag niemals nie (Never Say Never Again)
- 1984: Indiana Jones und der Tempel des Todes (Indiana Jones and the Temple of Doom)
- 1984: Electric Dreams
- 1985: James Bond 007 – Im Angesicht des Todes (A View to a Kill)
- 1985: Oz – Eine fantastische Welt (Return to Oz)
- 1986: Link – Der Butler (Link)
- 1988: Falsches Spiel mit Roger Rabbit (Who Framed Roger Rabbit)
- 1989: Indiana Jones und der letzte Kreuzzug (Indiana Jones and the Last Crusade)
- 1990: Air America
- 1992: Das Jahr des Kometen (Year of the Comet)
- 1992: Alien 3 (Alien³)
- 1992: Die Stunde der Patrioten (Patriot Games)
- 1993: Der Sohn des rosaroten Panthers (Son of the Pink Panther)
- 1993: Im Namen des Vaters (In the Name of the Father)
- 1994: Black Beauty
- 1995: Judge Dredd
- 1995: Mortal Kombat
- 1996: White Squall – Reißende Strömung (White Squall)
- 1996: Hamlet
- 1997: Der Schlächterbursche (The Butcher Boy)
- 1998: Mit Schirm, Charme und Melone (The Avengers)
- 1999: Sleepy Hollow
- 2002: Der Dieb von Monte Carlo (The Good Thief)
- 2004: Troja (Troy)
- 2005: Charlie und die Schokoladenfabrik (Charlie and the Chocolate Factory)
- 2005: A Sound of Thunder
- 2005: München (Munich)
- 2006: Flug 93 (United 93)
- 2006: Miss Potter
- 2007: Das Bourne Ultimatum (The Bourne Ultimatum)
- 2007: Tödliche Versprechen – Eastern Promises (Eastern Promises)
- 2007: Elizabeth – Das goldene Königreich (Elizabeth: The Golden Age)
- 2007: Sweeney Todd – Der teuflische Barbier aus der Fleet Street (Sweeney Todd: The Demon Barber of Fleet Street)
- 2008: John Rambo (Rambo)
- 2008: Hellboy – Die goldene Armee (Hellboy II: The Golden Army)
- 2010: Green Zone
- 2010: Alice im Wunderland (Alice in Wunderland)
- 2010: Kampf der Titanen (Clash of the Titans)
- 2010: The Pacific (Miniserie)
- 2011: The Devil’s Double
- 2011: Gefährten (War Horse)
- 2012: Zorn der Titanen (Wrath of the Titans)
- 2012: Snow White and the Huntsman
- 2014: Maleficent – Die dunkle Fee (Maleficent)
- 2015: Pan
- 2015: Im Herzen der See (In the Heart of the Sea)